# Ассирійці/Сирійці у Швеції
Ассирійці/сирійці у Швеції (швед. Assyrier/Syrianer i Sverige </link>) є громадянами та резидентами Швеції, які мають ассирійське/сирійське походження. У Швеції проживає приблизно 150 000 ассирійців/сирійців.
Ассирійці/сирійці вперше приїхали до Швеції з Сирії на заробітки наприкінці 1960-х років, коли Європі потрібні були робітники для її промисловості. Однак із посиленням етнічних і релігійних переслідувань на їхній батьківщині, яка розташована в сучасній південно-східній Туреччині, північному Іраку, північно-західному Ірані та північно-східній Сирії, ассирійська/сирійська імміграція до Швеції зросла. Ті, хто прожив у Швеції протягом тривалого періоду часу, отримали дозвіл на проживання з гуманітарних міркувань, враховуючи конфлікти в місці їхнього походження.

## Історія

### Рання імміграція (1960-1970-ті роки)
Після ассирійського геноциду 1915 року стало зрозуміло, що насильство проти корінного християнського населення було широко поширеним. У 1960-х роках стало дедалі небезпечніше для ассирійців/сирійців у Мідьяті, регіональному центрі Тур-Абдіна. Мусульмани розпалили бурхливі антихристиянські протести як відповідь на події, що розгортаються на Кіпрі. Це призвело до того, що багато ассиро-сирійців не бачили для себе майбутнього на батьківщині своїх предків.
У четвер, 9 березня 1967 року, 108 ассирійців/сирійців без громадянства вилетіли з аеропорту Бейрута в Лівані на шляху до Швеції, де вони приземлилися в аеропорту Буллтофта поблизу Мальме. Після купання після прибуття ассирійців/сирійців автобусом перевезли до житлового комплексу для біженців у Алвесті в провінції Смоланд. Понад місяць потому, у четвер, 13 квітня, друга група з 98 ассирійських/сирійських біженців прибула з Бейрута. Причиною початкової імміграції ассирійців/сирійців до Швеції було запровадження квоти з 200 християн з Лівану, яких мала прийняти Шведська державна служба зайнятості після координації з Всесвітньою радою церков і Верховним комісаром ООН у справах біженців. Група шведських державних службовців відвідала Бейрут, де вибірку переважно молодих сімей з Туреччини, які були членами Сирійської Православної Церкви, а також протестантів і членів Ассирійської Церкви Сходу, було прийнято іммігрувати до Швеції.
Ассирійці/сирійці Седертельє брали участь у заворушеннях 19 червня 1977 року, коли розбійники, переважно з сусіднього Стокгольма, напали на них у ресторані Bristol у Седертельє, на той час вважалося, що напад був мотивований расово. Це було частиною переляку, який існував у ті часи. Засоби масової інформації підлили масла в заворушення заголовками про «расові заворушення» і «Седертельє — місто, охоплене страхом». Було сказано, що відраза мастників до ассирійців/сирійців була тому, що останні займали занадто багато місця, голосно розмовляли, ходили добре одягнені та носили золоті ланцюги. Також ходили чутки про захоплення міста ассирійцями.

## Демографія

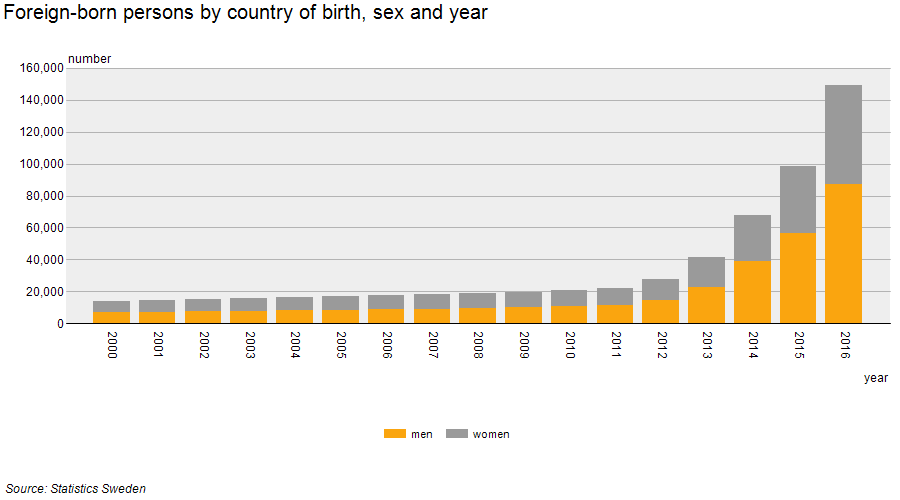
Люди, які народилися в Сирії у Швеції, за статтю, 2000—2016 (Statistics Sweden).

Седертельє вважається неофіційною ассирійсько-сирійською столицею Європи через високий відсоток ассирійців/сирійців у місті. За оцінками ассирійсько-сирійської організації, у Швеції проживає приблизно 150 000 ассирійців/сирійців. Сирійські православні християни нараховують приблизно 30 000–40 000 осіб (2016), тоді як більш високі оцінки становлять 70–80 000, з яких приблизно 18 000 проживають у Седертельє.
Згідно зі статистикою Швеції, станом на 2016 рік у Швеції проживають 22 663 громадяни Іраку (12 705 чоловіків, 9 958 жінок) і 116 384 громадянина Сирії (70 060 чоловіків, 46 324 жінки).

## Культура

### Ідентичність
У Швеції існує ідеологічний поділ цієї групи між:
- Ассирійці: переважно прихильники Сирійської православної церкви, Ассирійської церкви Сходу, Халдейської католицької церкви та різних протестантських церков, що походять із південно-східної Туреччини, північно-східної Сирії, північного Іраку, західного Ірану та Лівану, які применшують релігійну прихильність на користь. етнічної приналежності дохристиянської давнини, які наполягають на назві ассирійці, з ассирійсько — месопотамською спадщиною та ассирійською ідентичністю для групи.
- Сирійці: переважно прихильники Сирійської Православної Церкви, які походять переважно з Лівану, північно-східної Сирії та південно-східної Туреччини, які наполягають на назві Сирійці та часто на "арамейській" спадщині групи.

Щоб врахувати цей розкол, офіційні шведські джерела звертаються до цієї групи як «Assyrier/Syrianer» зі слешем (аналогічно американському перепису, який вибрав «Assyrian/Chaldean/Syriac»).

## Організації

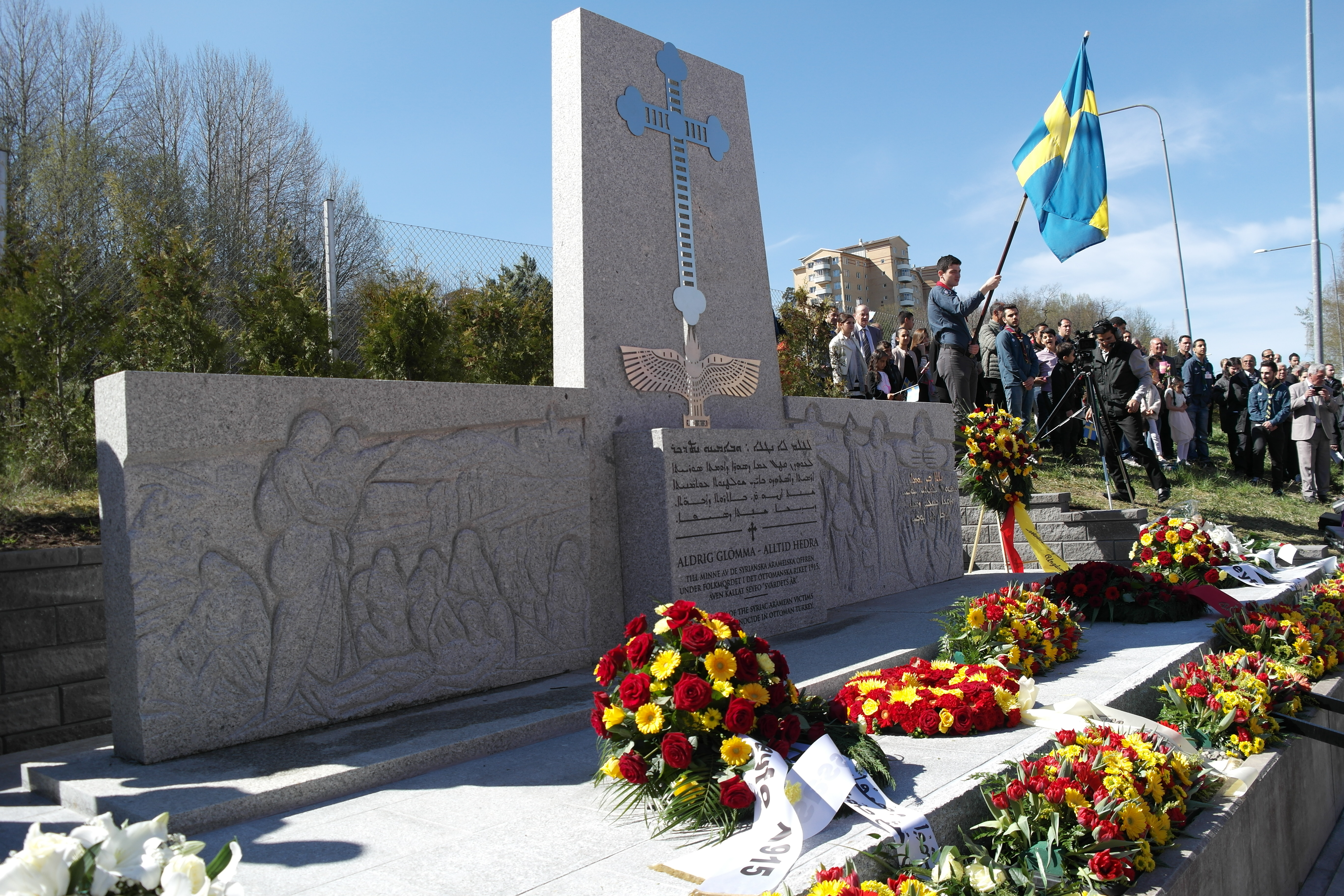
Пам'ятник Ассирійському геноциду в Халлунді, Боткирка, Стокгольм.

Коли Асирійці/Сирійці іммігрували до Швеції, вони створили культурні організації, які представляли б їхній народ і виступали як центр для зустрічей Асирійців/Сирійців у Швеції. Асирійська федерація Швеції (AFS) була заснована в 1977 році як всешведська об'єднуюча організація для різних місцевих асоціацій у Швеції. Формування відбулося 15–17 квітня 1977 року, з участю двадцяти одного представника з одинадцяти асоціацій, які одноголосно вирішили об'єднатися в національну організацію. На загальній асамблеї в 1983 році було присутні 44 представники з 21 асоціації. Спочатку у Федерації було 3000 членів, що вже до 1980 року подвоїлося. Спочатку офіс Федерації розташовувався в Норсборгу, але вже в 1983 році переїхав до Сёдертельє.
Поза Асирійською Федерацією Швеції існували обласні Асирійська Молодіжна Федерація і Асирійська Жіноча Федерація. Молодіжна Федерація була створена в 1985 році як Асирійський Молодіжний Комітет всередині AFS. У 1991 році вона перетворилася на Асирійську Молодіжну Федерацію і стала більш незалежною від AFS.
Сирійська (Арамейська) Федерація Швеції була заснована в 1978 році. Федерація захищає інтереси до мовних, культурних, етнічних і соціальних питань арамейського народу. Федерація налічує близько 19 000 членів і 34 суб-асоціації. Федерація співпрацює з численними організаціями у Швеції, які надають помічників, необхідних для федерації та її діяльності.

## Медіа

### Публікації
У 1978 році Ассирійська федерація Швеції видала перший ассирійський журнал Hujådå. Етимологія назви має значення «єдність» або «союз» арамейською мовою з наміром об'єднати всіх ассирійців, незалежно від церкви, і віддати шану публікації Наума Фаїка з такою ж назвою в Сполучених Штатах у початок 1920-х років. Перший випуск Hujådå вийшов навесні 1978 року та був опублікований Габріелем Афрамом, тодішнім головою AFS, і головним редактором Йоханоном Кашішо. На початку журнал містив матеріали чотирма мовами: арамейською, арабською, турецькою та шведською. Згодом матеріал було опубліковано англійською мовою. Зараз Hujådå існує лише як веб-видання.
Другий арамейський журнал був опублікований Федерацією арамейців Швеції під назвою Bahro Suryoyo. Видається п'ятьма мовами: шведською, арамейською, арабською, англійською та турецькою. Він доступний як онлайн-журнал з 2009 року на bahro.nu.

### Телебачення
У середині 2000-х у Седертельє були створені ассирійсько-сирійські телеканали. Suroyo TV управляється політичним рухом Dawronoye, тоді як сирійці, які вважають себе «арамейцями», створили Suryoyo Sat. AFS, Федерація жінок і Федерація молоді заснували Ассирійський інститут медіа (AMI) 24 вересня 2011 року в Норчепінгу. AMI володіє та керує Assyria TV, веб-телеканалом, який транслює шоу по всьому світу, зазвичай беручи інтерв'ю у відомих ассирійців, а також відомих шведських політиків і вчених. Assyria TV також зіграло певну роль у викритті курдських актів жорстокості проти ассирійців в Іраку та Сирії.

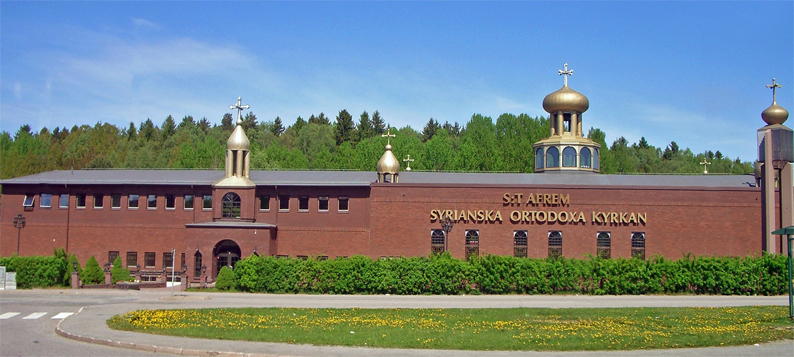
Кафедральний собор Мора Афрема в Седертельє.

У 1990-х роках Сирійська Православна Церква в Швеції потрапила у розкол, коли церковне керівництво виключило єпископа і вимагало від Патріарха в Дамаску призначити нового єпископа. У 1996 році був призначений новий єпископ, що призвело до поділу Сирійської Православної Церкви в Швеції на дві окремі єпархії з власними єпископами, обидві базувалися в Седертельє. Діоцез, який не відкидає ассирійської назви, має свою базу в Соборі Святого Якова Нісібійського в Хосвьо. Інша єпархія базується в церкві Святого Афрема в Генеті.

## Спорт
Ассирійці/сирійці мають широку історію щодо спорту у Швеції, особливо на футбольній арені. У Камішлі та Тур-Абдіні ассирійці/сирійці мали власні футбольні клуби, які грали на місцевому або національному рівні. Це призвело до формування ассирійсько-сирійських клубів у Швеції, які користувалися високим рівнем успіху порівняно з іншими етнічними групами. Зараз у Швеції існує понад 20 ассирійсько-сирійських етнічних клубів.
14 лютого 1974 року Assyriska FF була заснована в Седертельє. У 2000 році Assyriska FF приєдналася до Superettan, коли вона була заснована, і може похвалитися найбільшою кількістю сезонів у змаганні — 15. У 2003 році «Ассиріска» кваліфікувалася до фіналу Кубка Швеції, а потім поступилася у фіналі «Ельфсборгу» з рахунком 0–2. У 2005 році Assyriska FF вдалося досягти найвищого футбольного рівня в Швеції, Allsvenskan, ставши першим етнічним клубом, який досяг цього змагання. Їхня перша гра в сезоні була зіграна 12 квітня на стадіоні Росунда проти Хаммарбю, де ассирійсько-американська співачка Лінда Джордж виступила перед 15-тисячною аудиторією.
У 1977 році в Седертальє також був заснований клуб Syrianska FC. У 2010 році, після двох років у «Супереттані», Сиріанська вперше в історії клубу перейшла в «Аллсвенскан» (найвищий рівень у шведському футболі). Через 3 роки, у 1980 році, був заснований ще один клуб Арамейськ-Сиріанська ІФ, який грав у третій найвищій шведській лізі, Дивізіон 1.

## Знатні люди
- Абгар Барсом, колишній футболіст.[18]
- Нурі Кіно, журналіст
- Бішара Морад, відомий під псевдонімом Bishara, співак із Сирії 2003 року народження, брав участь у Melodifestivalen 2019[19].
- Деніел Теймур, боєць ММА.[20]
- Девід Дурмаз, футболіст, родина з південно-східної Туреччини.[21]
- Ібрагім Байлан, політик, народився та виріс у Дейр-Саліху, Тур-Абдін, Туреччина.[22]
- Джиммі Дурмаз, футболіст,[23] батько з міста Мідьят у Туреччині.[24]
- Кеннеді Бакірчіоглу, футболіст,[25] сім'я прибула в 1972 році з Мідьят.
- Мікаель Ішак, футболіст, Седертельє.[26]
- Шарбель Тума, футболіст, народився в Лівані.[27]
- Сулейман Слейман, футболіст.[28]
- Йилмаз Керімо, політик, народився в Туреччині.[29]